# Casa Pere Torras i Lleó
La Casa Pere Torras i Lleó, també coneguda com a Fàbrica Huguet, Petit, Guillamot i Cia, és un edifici situat al carrer de la Riereta, 32 del barri del Raval de Barcelona, catalogat com a bé amb elements d'interès (categoria C) arran de la Modificació del Pla Especial de Protecció del Patrimoni Arquitectònic Històrico-Artístic al districte de Ciutat Vella, per a incorporar el Patrimoni Industrial del Raval.

## Història
El 1841, l'hisendat Pere Torras i Lleó va adquirir als hereus de l'hortolà Isidre Vendrell una propietat al carrer de la Riereta, que incloïa un passatge que comunicava amb el carrer de Sant Pau (actualment desaparegut), i l'any següent va adquirir la casa veïna a Francesc Aulet i Roig. Hi va fer construir un nou edifici, que pel que sembla fou projectat per l'arquitecte Ramon Molet, i va morir el 1843. Posteriorment, s'hi establí l'industrial igualadí Narcís Castells i Comas, que muntà una fàbrica de cardes cilíndriques en societat amb Manuel Barral. El 1856, els socis es separaren i Barral hi va continuar la producció en solitari.

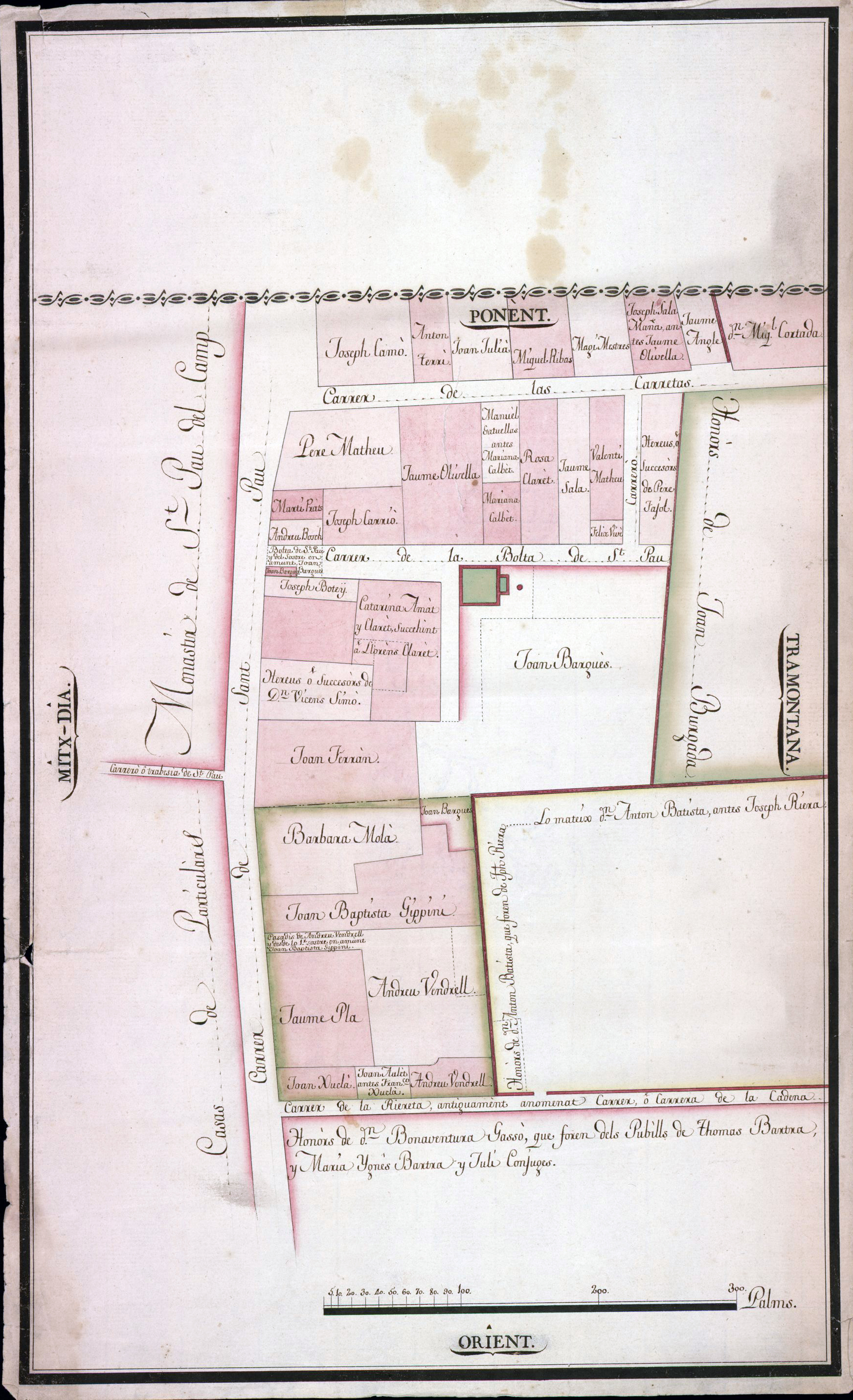
Parcel·lari amb les propietats de Vendrell i Aulet al carrer de la Riereta (c. 1800)

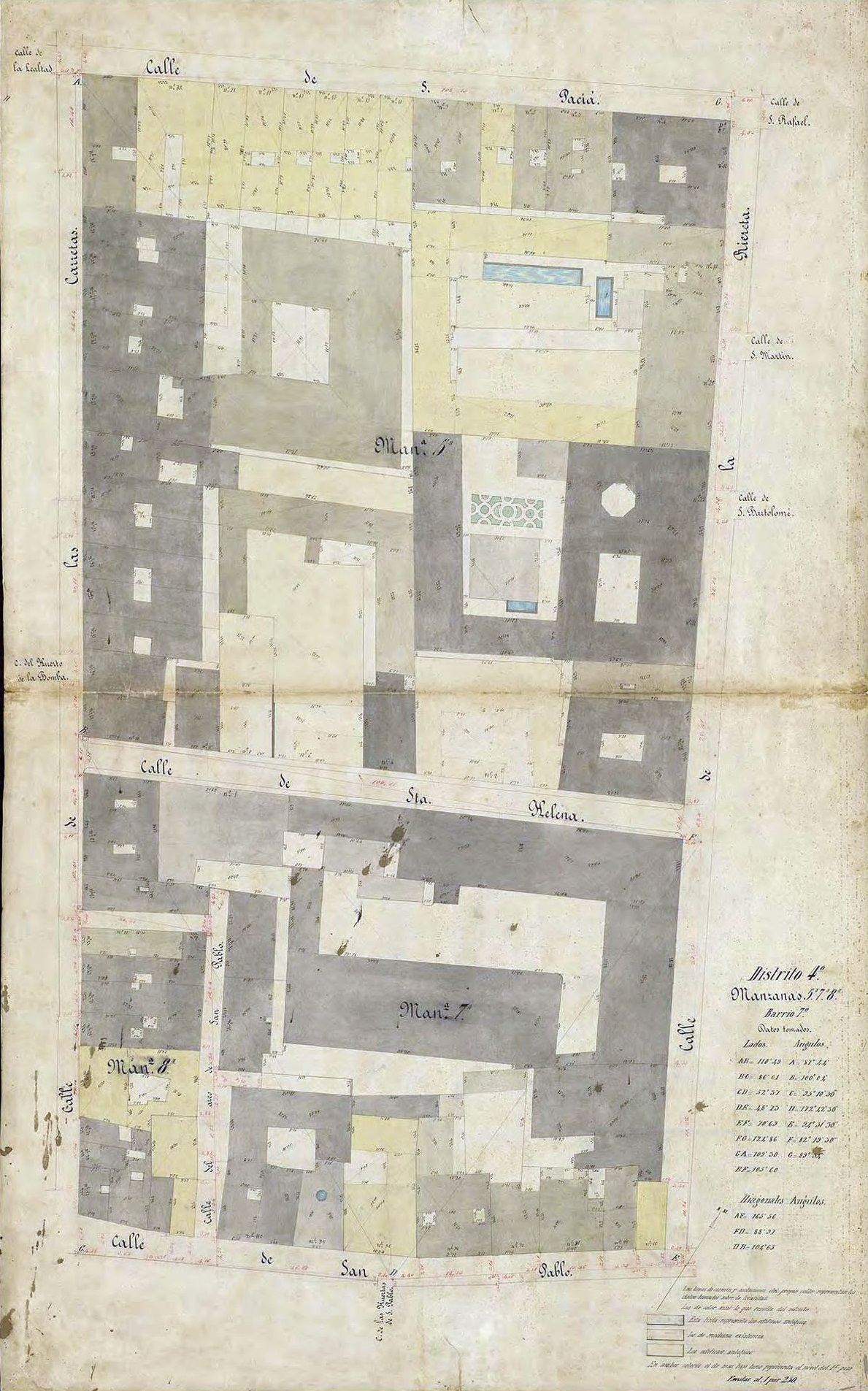
Quarteró núm. 106 de Garriga i Roca (c. 1860)

El 1885, Narcís Xifra i Masmitjà, gerent de la Societat Elèctrica N. Xifra i Cia, dedicada a la fabricació de material elèctric, va demanar permís per a instal·lar un motor de gas de 1 CV al seu taller dels baixos. A finals de segle, hi havia la raó social Ramis, Petit, Guillamot i Cia, succeïda per Huguet, Petit, Guillamot i Cia, que el 1900 va demanar permís per a substituir el motor de gas per un d'elèctric de 6 CV i instalar-hi una farga.
El 1888, el propietari Pere Torras i Baseda va adquirir a Joan Vínzia i Falciola la finca contigua del carrer de Sant Pau, 92 per 20.000 pessetes, i el 1913 va ser adquirida per L'Espanya Industrial, sota la direcció de Maties Muntadas i Rovira, a fi de convertir-la en una majestuosa entrada amb arc de mig punt, segons el projecte de l'arquitecte Jaume Torres i Grau.

## Descripció
Es tracta d'un edifici de planta baixa (amb dos locals comercials) i tres pisos amb terrat transitable. Els baixos presenten un revestiment en plaques de pedra, rematat amb un fris o faixa de pedra amb set obertures: un accés a l'escala de veïns amb reixa superior (on figura la data 1842), dos accessos de llinda que permeten accedir als locals comercials i quatre finestres. Als pisos superiors es combinen les finestres (algunes d'ells antics balcons) amb balcons amb llosana de pedra i baranes de ferro. Les obertues estan emmarcades en pedra, i sota la cornisa amb permòdols del coronament hi ha finestres conilleres que denoten la presència d'una cambra de ventilació. A l'interior, es manté parcialment el paviment de rajola borda, els pilars de fosa i capitells en fusta, així com els forjats a base de biguetes i revoltons. Hi destaquen els graons de pedra de l'escala, fets a partir de làpides amb inscripcions en llatí que s'haurien reutilitzat en la construcció.